# Großsteingrab Winterweyhe
Das Großsteingrab Winterweyhe ist eine zwischen 3500 und 2800 v. Chr. entstandene megalithische Grabanlage der jungsteinzeitlichen Trichterbecherkultur (TBK) bei Winterweyhe, einem Ortsteil der Gemeinde Schnega im Landkreis Lüchow-Dannenberg in Niedersachsen. Es trägt die Sprockhoff-Nummer 739.

## Lage
Das Grab liegt nordwestlich von Winterweyhe, nördlich der Straße K 23 in einem Waldstück.

## Forschungsgeschichte
Das Grab wurde 1951 von Ernst Sprockhoff besucht, aber nicht genauer dokumentiert. Versuche dies nachzuholen wurden durch dichtes Unterholz unmöglich gemacht. Eine weitere Begehung des Fundorts erfolgte 2008.

## Beschreibung

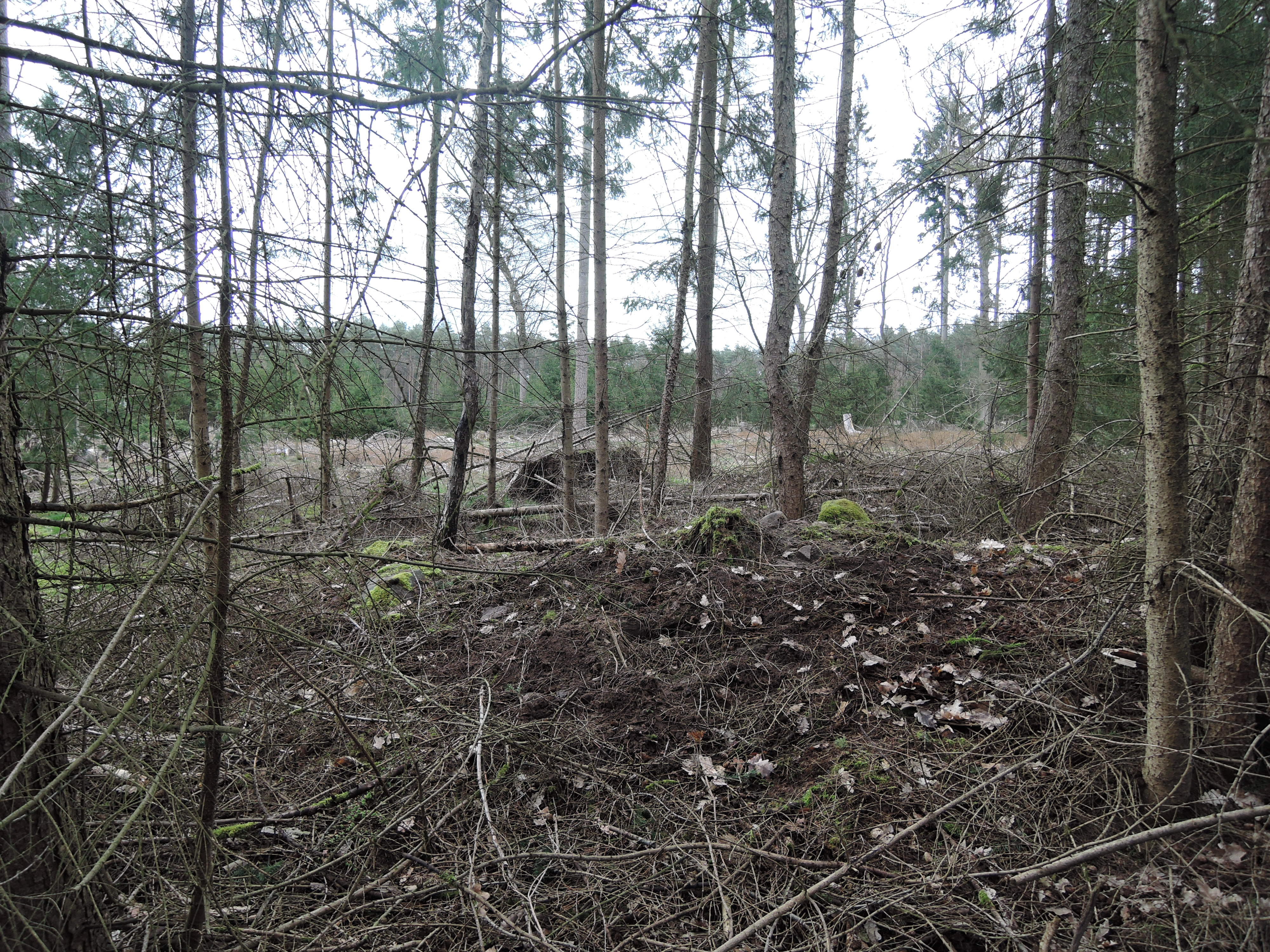
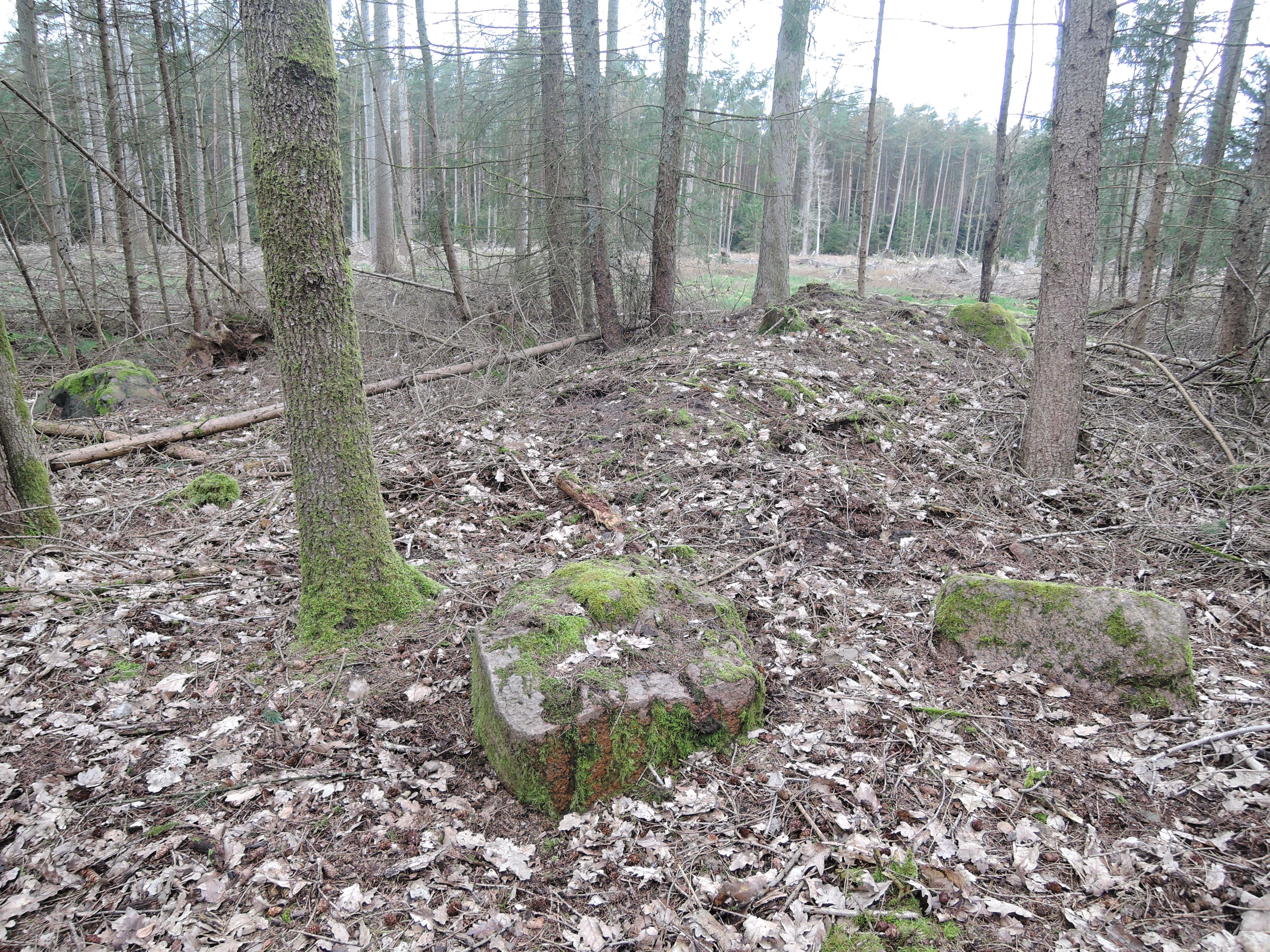
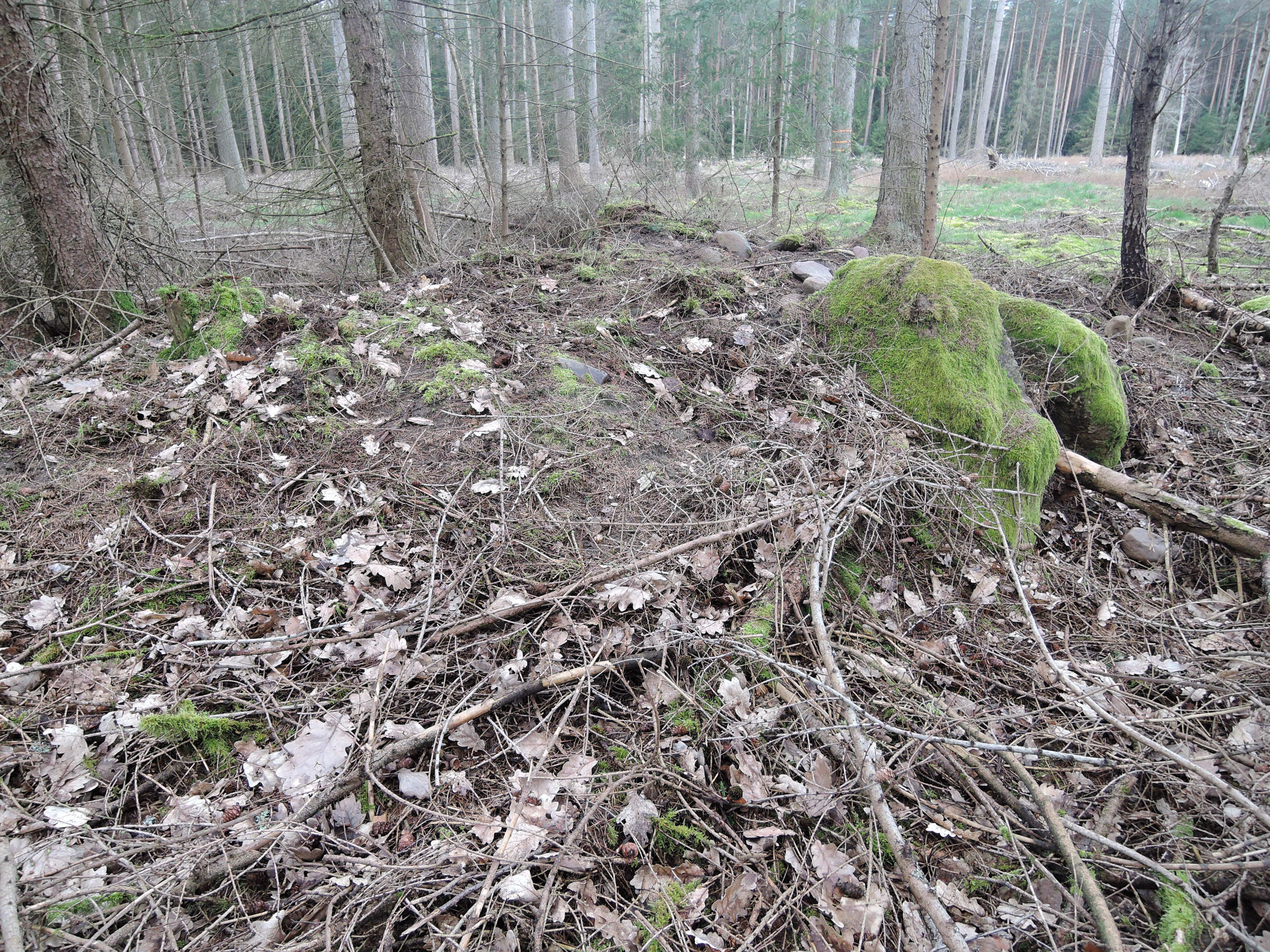
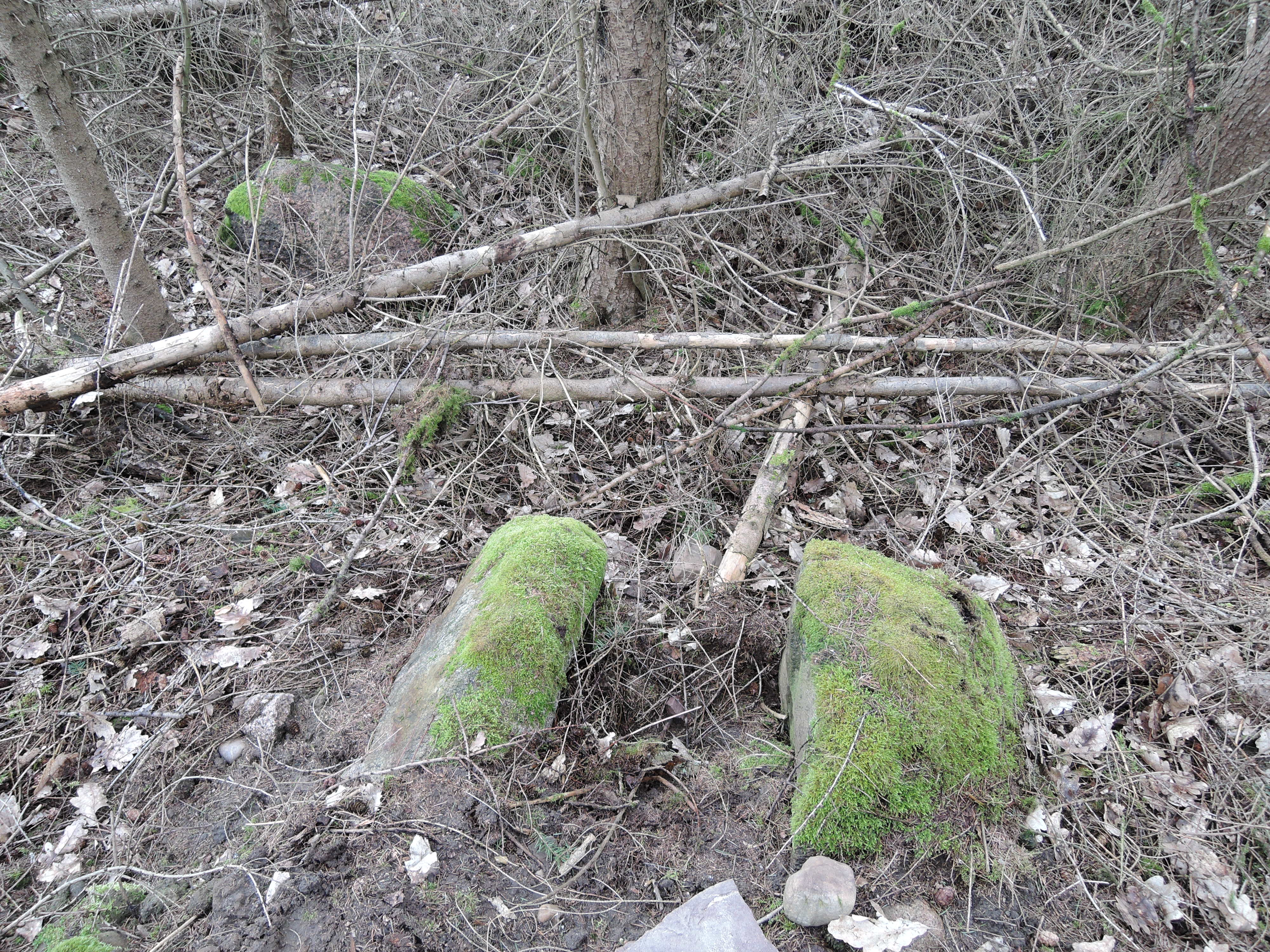

Sprockhoff machte keine Angaben zur Orientierung und den Maßen der Anlage. Er konnte feststellen, dass es sich bei der Grabkammer um ein Ganggrab handelt, von dem noch ein Abschlussstein und ein Wandsteinpaar des Ganges erhalten waren. In ihrem ursprünglichen Zustand dürfte die Kammer drei oder vier Wandsteinpaare an den Langseiten und ebenso viele Decksteine besessen haben. Bei der Dokumentation von 2008 wurde die Anlage noch so wie von Sprockhoff beschrieben vorgefunden. Es wurde festgestellt, dass die Kammer südost-nordwestlich orientiert ist und einen ovalen Grundriss besitzt. Sie hat eine Länge von etwa 18 m und eine Breite von etwa 10 m. Der Zugang zur Kammer befindet sich an der südöstlichen Langseite. Sichtbar sind der nordwestliche Abschlussstein und ein Wandsteinpaar des Ganges. Die Kammer ist von einer Hügelschüttung umgeben, die an den meisten Stellen noch eine Höhe von 0,5 m und im Südosten bis zu 0,8 m aufweist.